# Ocnaea metallica
Ocnaea metallica är en tvåvingeart som först beskrevs av Osten Sacken 1887.  Ocnaea metallica ingår i släktet Ocnaea och familjen kulflugor.
Artens utbredningsområde är Guatemala. Inga underarter finns listade i Catalogue of Life.